# Sothema
Sothema S.A. (Societe de Therapeutique Marocaine) ist ein marokkanisches Unternehmen mit Sitz in Bouskoura. Es ist der größte Arzneimittelhersteller in Marokko, stellt lizenzierte pharmazeutische Produkte und biotechnologische Arzneimittel her und verfügt über 300 Produkte.
Die Firma stellt auch eigene Produkte her und ist auch als Zulieferer für marokkanische und ausländische Labors tätig. Auf diesem Feld beliefert sie 35 Kunden.
Sothema verfügt über 6 Produktionseinheiten in Marokko und eine im Senegal.
Die Aktien sind an der Bourse de Casablanca notiert und Teil des Moroccan All Shares Index (MASI).

## Geschichte
1976 wurde das Unternehmen gegründet, 1981 erfolgte die Inbetriebnahme des ersten Produktionsstandortes. 1983 begann die Produktion von Insulin und injizierbaren Lösungen, 1998 von Penicillin Produkten. Im Jahr 2000 folgte die Einführung von Cephalosporine-Medikamenten. 2004 erfolgte die erste Auslandsproduktion, die Niederlassung West Afric Pharma im Senegal wurde eröffnet. 2005 wurden die Aktien von Sothema an der Börse von Casablanca notiert. 2009 wurden sterile Blockeinheiten eingeführt, 2010 die Webseite von Novartis Maroc übernommem. 2016 begann Sothema mit der Herstellung der ersten Anti-Krebs-Produkte. 2017 wurde eine rein marokkanische Antibiotikatherapie zusammen mit der Fakultät für Medizin Fès entwickelt. 2019 wurde eine Biosimilar-Einheit zur Herstellung von Seren in flexiblen Beuteln eingeweiht. In Zusammenarbeit mit dem chinesischen Pharmakonzern Sinopharm wurde 2020 die erste klinische Studie zu einem Anti-Covid-19-Impfstoffkandidaten entwickelt. 2021 wurde die Produktion von Anti-Covid-19-Impfstoffen vorbereitet.